# Herbert-Hoover-Schule
Die Herbert-Hoover-Schule ist eine öffentliche Integrierte Sekundarschule im Berliner Ortsteil Gesundbrunnen. Sie wurde 2006 mit dem Deutschen Nationalpreis ausgezeichnet. Im Schuljahr 2022/23 besuchen 469 Schülerinnen und Schüler die Schule, von denen 89,1 % mehrsprachig sind. Die Schule gehört zu den zehn am meisten nachgefragten Sekundarschulen in Berlin.

## Geschichte
Am 1. April 1882 wurde das städtische Progymnasium in der Pankstraße 7/8 gegründet. 1887 erhielt das Progymnasium den Namen Lessing-Gymnasium. Dort wurde 1925 ein Zweig der Realschule gegründet. Trotz Beschädigungen blieben die Gebäude in der Pankstraße im Zweiten Weltkrieg mit Ausnahme der Sporthalle von der Zerstörung verschont. Dennoch wurde die Lessing-Oberschule 1945 an den gegenwärtigen Standort in der Schöningstraße verlegt. In die baufälligen Häuser der Pankstraße 18/19 zogen zunächst die 2. Mädchen-Mittelschule und wenig später die ersten drei Klassen einer Realschule ein. Diese erhielt am 6. Februar 1956 in Anwesenheit des Sohnes von Herbert C. Hoover den Namen Herbert-Hoover-Oberschule. 2010 wurde die Schule in eine Integrierte Sekundarschule umgewandelt. 

## Konzept
Duales Lernen ab 7. Klasse: Zusammenarbeit mit verschiedenen Fächern, schwerpunktmäßig allerdings im Fach Wirtschaft Arbeit Technik, in Projektwochen und Praktika. Die Schule nimmt am Berliner Programm zur vertieften Berufsorientierung (BvBO) teil und bietet ihren Schülerinnen und Schülern eine Unterstützung bei der Berufsorientierung und Berufswahlentscheidung.
Gebundene Ganztagsschule: Der Schulalltag wird nach dem Prinzip der Rhythmisierung organisiert. Neben dem Unterricht gibt es auch Raum für Erholung und Entspannung.

## Nationalpreis
Die Herbert-Hoover-Schule wurde für die von Schülern, Lehrern und Eltern eigenständig getroffene Entscheidung, auf dem Schulhof und in der ganzen Schule nur noch Deutsch als Umgangssprache zu erlauben, 2006 mit dem Deutschen Nationalpreis ausgezeichnet. Der Türkische Bund Berlin-Brandenburg (TBB) übte dagegen Kritik und forderte die Abschaffung der Regelung.